# Saartjie Baartman

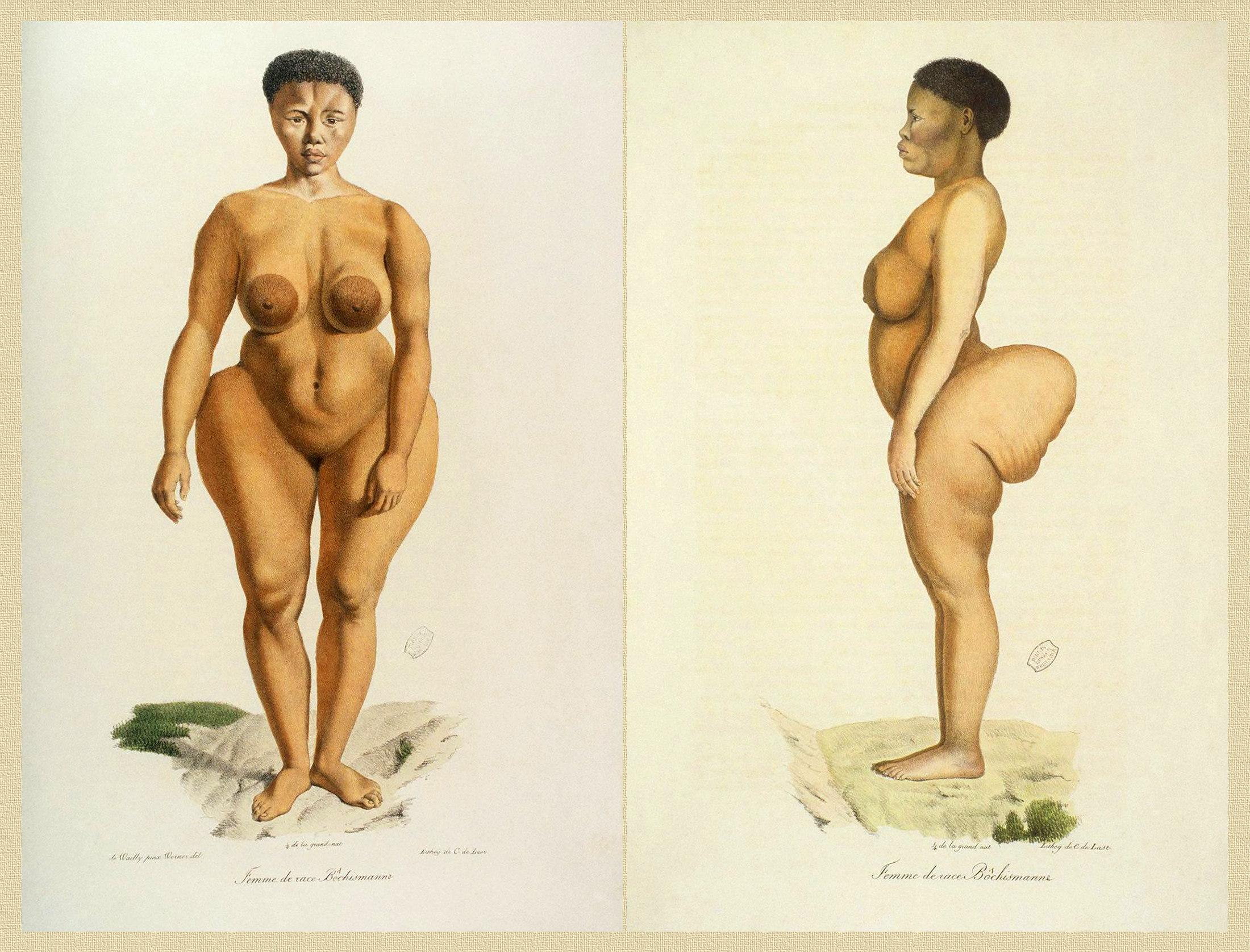
Sarah Saartjie Baartman

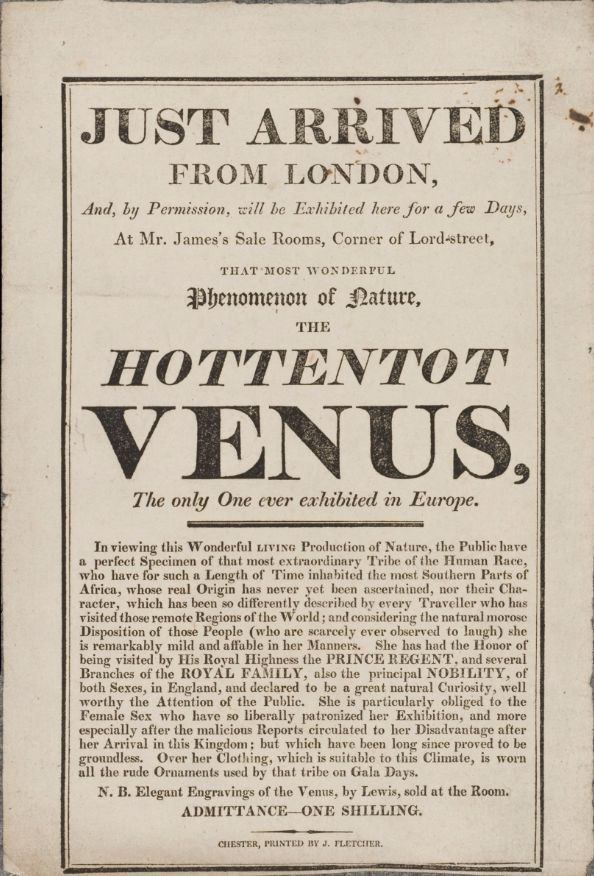
Aankondiging voor een expositie in 1810 waar Saartjie Baartman te zien zou zijn

Saartjie Baartman (Engels: Sarah Bartmann) (Kaapkolonie, 1789 – Parijs, 29 december 1815) was een Kaapse slavin die beroemd werd  als een menselijke attractie in Europa onder de naam Hottentot-Venus.

## Levensloop
Saartjie Baartman werd geboren in een Khoisanfamilie vlak bij de Gamtoosrivier (in de Oost-Kaap van het huidige Zuid-Afrika). De naam Saartjie (wordt uitgesproken als: Saarkie) is de Afrikaanse variant van de Nederlandse naam Saartje. Dit was niet de Khoi-naam van Saartjie Baartman, die naam is onbekend gebleven. 
Baartman was een slavin van Nederlandse boeren in Kaapstad, en sprak vloeiend Nederlands of althans de Kaap-Hollandse variant ervan. Hendrick Cezar, de broer van haar eigenaar, wilde haar tentoonstellen in Londen. Hij beloofde haar dat ze hierdoor als een rijke vrouw terug zou keren. Saartjie werd tentoongesteld omdat witte Europeanen haar lichaamsbouw wilden zien. Saartjie was namelijk erg klein, had een bruine huidskleur, een groot achterwerk (steatopygie), lange schaamlippen en dikke lippen. Deze genetische kenmerken komen wel vaker voor bij Bantoevolken, Pygmeeën, Bosjesmannen en negrito.
Zij werd in 1810 door de ondernemer Hendrik Cesars mee naar Londen genomen en daar op Piccadilly Circus tentoongesteld. Het was een tijd waarin het hebben van een aanzienlijk achterwerk als een schoonheidsideaal gezien werd en daardoor baarde dit groot opzien. Men noemde haar de Hottentot Venus. Saartjie Baartman reisde later met hem af naar Parijs in Frankrijk. 
Baartman stierf uiteindelijk op 29 december 1815 aan een infectieziekte, mogelijk pokken, maar ook andere mogelijkheden zoals longontsteking worden geopperd. De beroemde anatoom Georges Cuvier verrichtte sectie op haar en maakte een aantal anatomische preparaten waar hij ook over publiceerde. Nadien werden haar hersenen en genitaliën op sterk water gezet. Ze zijn samen met haar geraamte tot 1974 in een museum in Parijs tentoongesteld geweest.
Nadat Nelson Mandela president geworden was verzocht hij de Franse regering om teruggave van haar stoffelijk overschot. In 2002, 192 jaar na haar vertrek, werd ze in Hankey begraven.
Het district Sarah Baartman is naar haar vernoemd.

## Publicaties (in het Nederlands)

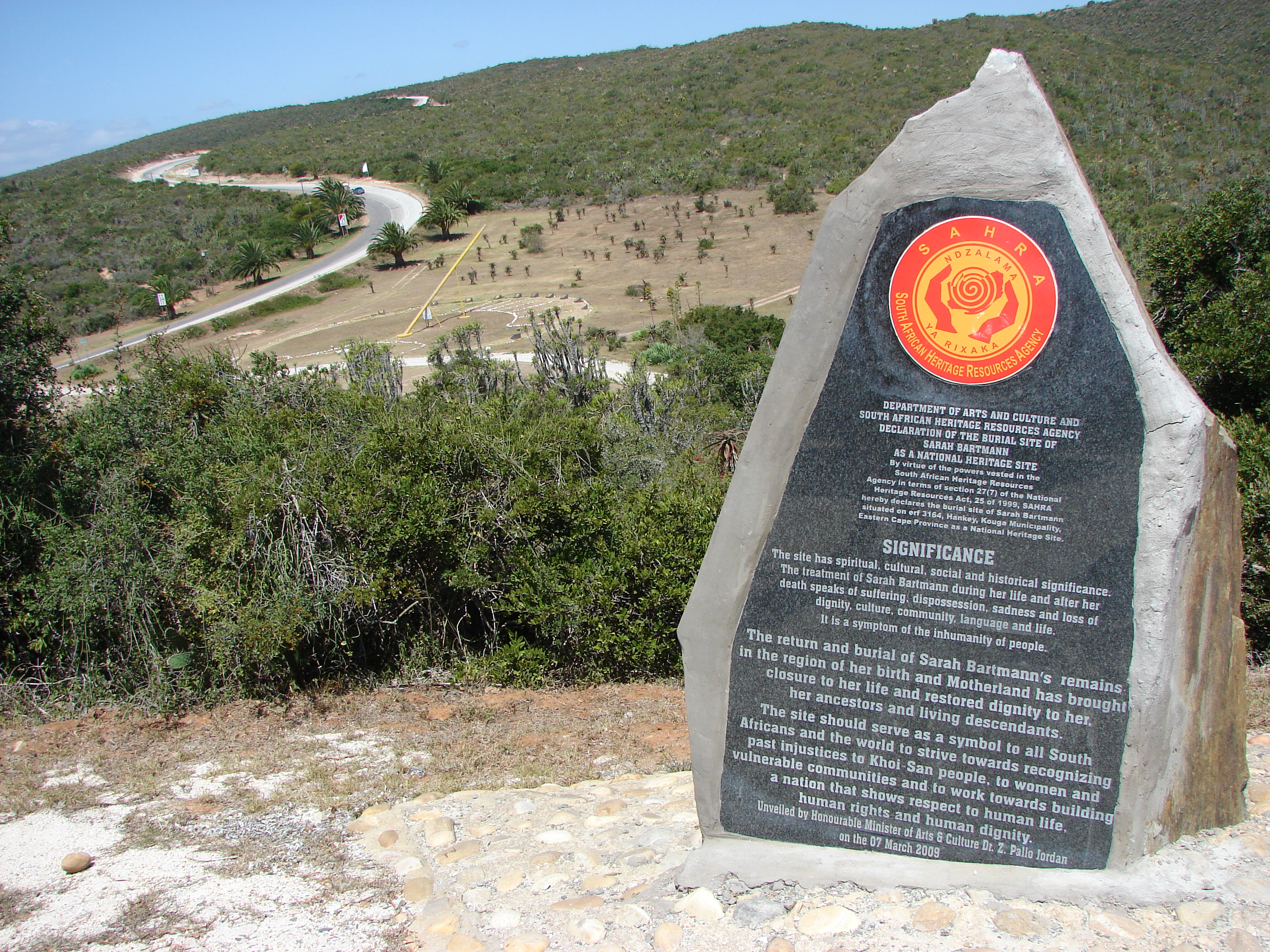
Begraafplaats Saartjie Baartman

- Rosemarie Buikema: 'De verbeeldingen van Saartjie Baartman. Van negentiende-eeuwse Europese freakshows tot eenentwintigste-eeuwse Zuid-Afrikaanse meidenrap'. In:Michiel van Kempen, Piet Verkruijsse & Adrienne Zuiderweg (red.), Wandelaar onder de palmen. Opstellen over koloniale en postkoloniale literatuur. Opgedragen aan Bert Paasman. Leiden, KITLV uitgeverij (2004), p. 299-313.
- Sylvia Dickinson: 'De thuisreis van de 'Hottentot Venus'. Een gedicht voor Sara Baartman'. In: Lover, jrg. 32 (2005).
- Timo de Jong, 'Sara Baartman in ere hersteld?'. In: "Histnow" (digitaal tijdschrift) (2015).
- Vera Mulder, Het macabere verhaal van 's werelds eerste beroemde bil, De Correspondent, 13 november 2015
- Simone Kerseboom, ' "Our Khoi Heroine": Remembering and Re-Creating Sara Baartman in Post-Apartheid South Africa, 1994-2007', University of Stellenbosch, Stellenbosch, Zuid-Afrika.

## Films
- Abdellatif Kechiche: Vénus noire (Black Venus). Paris, MK2, 2009
- Zola Maseko: The life and times of Sara Baartman. Icarus, 1998